# Christel Schaldemose

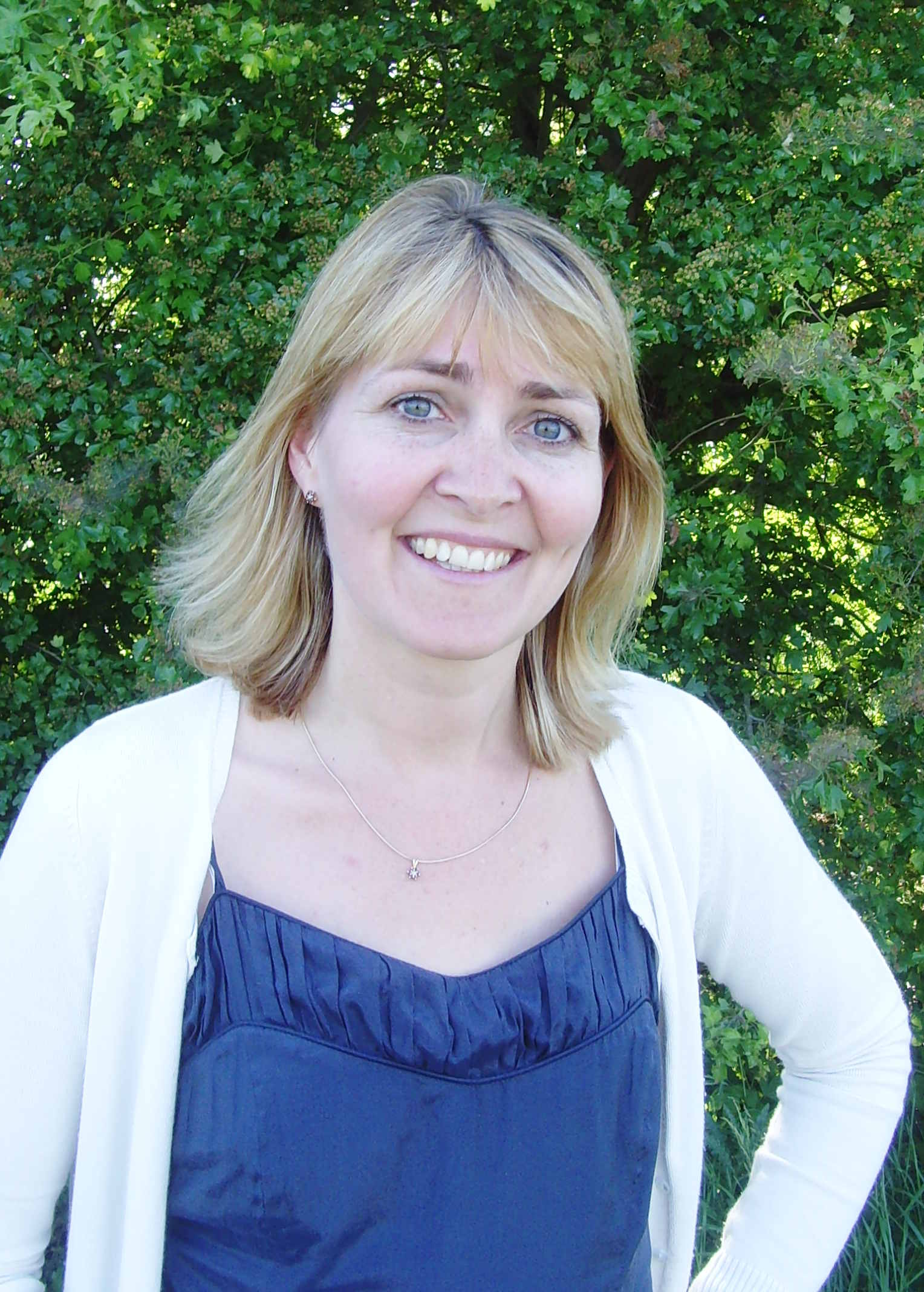
Christel Schaldemose

Christel Schaldemose este un om politic danez, membru al Parlamentului European în perioada 2004-2009 din partea Danemarcii.
1. 1 2  Deputații în Parlamentul European
2. ↑  Deputații în Parlamentul European